# La matemàtica de la història
La matemàtica de la història és el nom amb què es coneix la teoria que formulà el polític i filòsof de la història català Alexandre Deulofeu, la qual és una teoria cíclica i determinista sobre l'evolució de les diferents civilitzacions dins la història. En paraules del filòsof i pantòleg Francesc Pujols —un pròleg del qual a la matemàtica de la història ha estat reconstruït i publicat recentment a partir de documents inèdits— pronunciades els anys 50: “L'obra de Deulofeu assenyala fets a punt de produir-se i està destinada a canviar el concepte de la història”.
Segons aquesta teoria, les diferents civilitzacions i els imperis tenen uns cicles que serien equivalents —o més o menys equivalents, si més no— als cicles naturals en la vida dels éssers vius; s'ha arribat a formular com que les civilitzacions-imperis que han existit han resultat processos biològics perfectes i que l'esquema d'aquesta tesi de Deulofeu parteix de la teoria que les civilitzacions neixen, creixen i moren en un temps de 5100 anys repartits en tres cicles de 1700 anys cadascun. I el coneixement d'aquests cicles, tan predictibles —amb una precisió gens menystenible i marges d'error de pocs anys— permet, i ha de possibilitar com a repte, evitar les guerres al món i entre països. En aquest sentit, es tracta que el coneixement d'aquests cicles —que ara especificarem— permeti que tots els esdeveniments històrics siguin pacífics i no violents, ja que —almenys segons les prediccions de la teoria— han de succeir indefectiblement de tota manera, sota la presuposició de la mateixa teoria que preveu que hi hauria com un determinisme històric inamovible i inesmenable fins a cert punt: podem saber què passarà i quan amb un marge d'error prou reduït, per exemple de menys de 10 anys —tal com podem veure en l'exemple que Alexandre Deulofeu va preveure la desintegració de l'URSS l'any 2000 quan va esdevenir-se l'any 1989– però no la manera com s'esdevindrà: si serà d'una manera més o menys pacífica o violenta, etc.
Concretament, pel que fa als cicles a què ens referíem en el paràgraf anterior, segons la matemàtica de la història, cada civilització comprèn diferents imperis cadascun dels quals té una durada mitjana de 550 anys. I cada civilització pot arribar a viure tres cicles de 1700 anys cadascun. Les civilitzacions que va —poder— analitzar, però, són només —tot i que són admirablement nombroses—, entre altres: Mesopotàmia, Egipte, l'Índia, la Xina, la civilització maia, la civilització inca, Grècia, Roma, Alemanya, l'Aràbia, Castella, Mongòlia, Rússia, França i Otomània.
També afirmà que la humanitat podrà ser capaç de conèixer els esmentats cicles de la història, així com també alterar-los, per poder organitzar-se sota la forma d'una confederació universal de pobles lliures. Proposa que s'hi adopti una llengua auxiliar internacional de comunicació, com l'esperanto, amb què es farien les deliberacions el parlament mundial que ell mateix imaginava.
L'enunciat de la llei matemàtica que, segons ell, determina l'evolució dels pobles es resumeix en els punts següents (capítol III de La matemàtica de la història en català, edició de 1967):
1. Tots els pobles passen per èpoques de gran fraccionament demogràfic, alternades amb unes altres èpoques de gran unificació o èpoques imperialistes.
2. Les èpoques de gran fraccionament tenen una durada de sis segles i mig. Les èpoques de gran unificació tenen una durada de deu segles i mig. El cicle evolutiu comprèn, doncs, disset segles.
3. Durant aquest procés evolutiu els pobles passen per fases perfectament establertes per a arribar, al final del cicle, a ocupar la mateixa posició que al seu començament.
4. El cicle evolutiu comprèn tots els ordres de l'activitat humana, és a dir, que hem de considerar, a més d'un cicle polític, un cicle social, artístic, filosòfic, científic...
5. Tots els pobles segueixen la mateixa evolució, però aquesta queda avançada o endarrerida segons la posició geogràfica de cada país.
6. La força creadora no és la mateixa per a tots els pobles. Per a cada cicle existeix una zona de màxima intensitat creadora, i aquesta zona es va desplaçant d'un cicle al següent en el mateix sentit del procés general. Aquest avança a Europa, de l'Orient cap a l'Occident mediterrani i passa després de la península Ibèrica a la Gàl·lia, segueix a les Illes Britàniques, continua a través dels pobles germànics i arriba finalment als pobles nòrdics i eslaus.
7. Els nuclis imperialistes que donen lloc a les èpoques de gran unificació política segueixen processos biològics perfectes, idèntics entre si i amb una longevitat que dura de cinc a sis segles.
8. La transformació dels règims politicosocials no segueix cap línia constant ascendent o descendent, sinó que fa avenços i retrocessos alternativament, els uns més intensos que els altres, cosa que dona com a resultat una línia trencada. La resultant d'aquesta línia equival a un avenç en un sentit determinat. Se'n diu "llei de les dues passes endavant i una enrere".
El pensament de Deulofeu té relació amb les idees d'Oswald Spengler i d'Arnold Joseph Toynbee, que també van enunciar teories sobre el caràcter cíclic de les civilitzacions, però sense arribar a la mesura matemàtica més precisa que exposa Deulofeu.
Durant el seu exili i també després, Deulofeu va recórrer temples i monuments d'uns quants països on, entre altres conclusions, va deduir haver trobat l'origen de l'art romànic durant el segle IX entre l'Empordà i el Rosselló, que era l'origen del segon cicle de la civilització europea occidental, després del primer cicle.